# Pelusios williamsi
Pelusios williamsi là một loài rùa trong họ Pelomedusidae. Loài này được Laurent mô tả khoa học đầu tiên năm 1965.